# Kluyvera sichuanensis
Espèce
Kluyvera sichuanensis est une des espèces du genre bactérien Kluyvera. C'est un bacille à gram négatif de la famille des Enterobacteriaceae.

## Description
Kluyvera sichuanensis est un bacille anaérobie facultatif à Gram négatif et mobiles comme les deux premières espèces du genre Kluyvera,,. L'espèce Kluyvera sichuanensis ne sporule pas et contrairement aux autres Kluyvera est catalase négative et oxydase negative. La croissance sur gélose nutritive est possible entre 8 et 42°C, avec 0 à 5% NaCl (w/v), et à un pH 5.0 à 9.0. Les colonies de K. sichuanensis forment des colonies blanches circulaires, convexes et lisses. Elle est capable de réduire le nitrate, d'utiliser le citrate, et ses activités lysine décarboxylase et ornithine décarboxylase sont positives. Elles peuvent fermenter le D-glucose ainsi que d'autres sucres. Elle peut être différenciée des autres Kluyvera par sa capacité à utiliser le D-sorbitol mais pas la β-galactosidase.

## Habitat
La souche type de Kluyvera sichuanensis a été isolée à partir d'un évier dans la cadre d'un programme de surveillance des contaminations bactériennes.

## Taxonomie

### Étymologie
L'étymologie de cette espèce bactérienne est la suivante : pour le nom de genre Kluy’ver.a. N.L. fem. n. Kluyvera nommées ainsi  par Asai et al. (1956) pour honorer le microbiologiste hollandais Albert J. Kluyver et pour l'épithète de l'espèce 'si.chuan.en'sis. N.L. adj. sichuanensis désignant la province de Sichuan (Chine) où a été isolée la souche type,.

### Historique
Kluyvera sichuanensis a d'abord été identifiée phénotypiquement comme Kluyvera ascorbata. L'analyse d'une partie de sa séquence d'ARNr 16S l'a placé dans le groupe des Kluyvera avec des homologies de 99.22% avec Kluyvera ascorbata ATCC 33433T 98.88% avec K. intermedia NCTC 12125T, 98.58% avec K. cryocrescens NBRC 102467T, et 98.30% avec K. georgiana ATCC 51603T. La forte identité avec d'autres espèces de la famille des Enterobacteriaceae comme Klebsiella aerogenes (98.23%), Raoultella terrigena (98.09%), Citrobacter braakii (97.95%), et Lelliottia amnigena (97.94%) ont rendu nécessaire le séquençage complet du génome qui a permis de confirmer cette espèce comme une espèce à part entière. Comme les autres Kluyvera, elle fait partie de la famille des Enterobacteriaceae. La souche 090646, souche type de l'espèce K. sichuanensis a été déposée dans deux banques de cultures bactériennes, la Guangdong Microbial Culture Collection Center sous le numéro d'accession GDMCC 1.1872T et dans la Korean Collection for Type Cultures sous le numéro KCTC82166.